# Крикис, Айгарс Имантович
А́йгарс Има́нтович Кри́кис (28 августа 1954, Рига, ЛССР — 15 февраля 1999, Рига, Латвия) — советский латышский саночник, выступавший за сборную СССР в 1970-е годы. Участник двух зимних Олимпийских игр, чемпион мира, бронзовый призёр чемпионата Европы, дважды чемпион национального первенства. Заслуженный мастер спорта СССР (1978).

## Биография
Айгарс Крикис родился 28 августа 1954 года в Риге, ЛССР. К середине 1970-х годов выбился в лидеры сборной СССР по санному спорту, регулярно завоёвывал медали на внутренних первенствах, был призёром Спартакиад, боролся за места в числе призёров на крупнейших международных стартах. В частности, завоёвывал звание национального чемпиона в 1973 и 1975 годах.
На чемпионате Европы 1976 года в шведском Хаммарстранде, выступая в паре с Дайнисом Бремзе, выиграл бронзовую медаль, благодаря чему удостоился права защищать честь страны на зимних Олимпийских играх в Инсбруке. Выступал здесь как в одноместных санях, так и двухместных, заняв тринадцатое и восьмое места соответственно. Наиболее успешным в карьере Крикиса получился 1978 год, когда на чемпионате мира в австрийском Имсе он взял золото в мужской парной программе — со своим партнёром они стали первыми и единственными советскими чемпионами мира в двойках. За это достижение удостоен звания заслуженного мастера спорта.
Ездил также соревноваться на Олимпиаду 1980 года в Лейк-Плэсид, однако добиться там каких бы то ни было выдающихся результатов не смог, с двойкой закрыл десятку сильнейших. Вскоре после этих стартов Айгарс Крикис принял решение уйти из санного спорта.
Умер 15 февраля 1999 года в Риге.